# Laskavec hrubozel
Laskavec hrubozel (Amaranthus blitum) je jednoletá, plazivá nebo vzpřímená, jednodomá rostlina, jeden z asi 60 druhů rodu laskavec. V minulosti býval v české krajině pěstován jako zelenina nebo léčivka a na polích se vyskytoval co plevel. V současnosti se v zahradách již neseje a z volné přírody natolik vymizel, že je považován za rostlinu ohroženou vyhynutím. V "Červeném seznamu cévnatých rostlin České republiky" z roku 2012 byl dokonce zařazen mezi ohrožené druhy (C3).

## Rozšíření
Rostlina se původně vyskytovala hlavně v tropických a subtropických oblastech Asie a Afriky. V Evropě je původním druhem jen v teplých jižních oblastech okolo Středozemního moře, odkud se dále šířil a postupně zdomácněl i v dalších zemích Jižní a Střední Evropy. Druhotně byl zavlečen do Ameriky, Austrálie, na Nový Zéland i ostrovy Oceánie. Na mnoha místech je považován za velmi rychle se šířící invazní druh.
Tento naturalizovaný archeofyt býval v teplých oblastech České republiky hojnou bylinou. Rostl na polích v porostech řepy, brambor, kukuřice, v jarních obilovin a dále v zahradách, na vinicích, hospodářských dvorech, skládkách i podél železničních tratí, cest a chodníků. V současnosti z krajiny rychle ustupuje a stává se vzácným, vyskytuje se jen roztroušeně a nepravidelně.

## Ekologie
Jednoletá rostlina rozmnožující se výhradně semeny. Na mráz je velmi citlivá a na jaře klíčí poměrně pozdě, až je půda dostatečně teplá. Později ale roste velmi rychle a může vytvořit shluky lodyh mající až 1 m v průměru. Kvete od června do poloviny srpna, plody dozrávají v srpnu a září. Doba kvetení a tvorby plodů není odvislá od délky dne.
Rostlina je náročná na kvalitní půdu a teplé stanoviště. Roste nejvíce na osluněných místech s půdou stále mírně vlhkou, humózní a výživnou. Nejlépe ji vyhovují zavlažovaná stanoviště, avšak za pomoci dlouhého kořene dokáže přečkat i suché období. Poměrně dobře snáší sešlapávání, na takových místech zmenšuje délku lodyh i velikost listů.

## Popis
Bylina s poléhavou až vzpřímenou lodyhou vyrůstající do délky 20 až 80 cm, někdy jsou lodyhy natolik slabé, že vytvářejí přízemní rohože. Jednoduchá nebo od báze nepravidelně se větvící lodyha mívá červený nádech, je lysá, hranatá a hustě střídavě porostlá listy s dlouhými řapíky. Listové čepele bývají kosníkovité či okrouhle vejčité, dlouhé 1 až 6 cm a široké 0,5 až 4 cm, u báze jsou zúžené nebo klínovité, celokrajné, mírně zvlněné a na vrcholu zřetelně vykrojené. Listy mají výraznou zpeřenou žilnatinu, jsou oboustranně lysé a někdy mívají uprostřed líce tmavou či světlou skvrnu.
Květenství je zašpičatělý lichoklas tvořený bohatými, klubky drobných zelenohnědých, jednopohlavných květů s kratičkými, bělavými listeny. Další klubka květů vyrůstají z paždí listů v horních částech lodyh a větví. Samčí a samičí květy se mezi sebou prolínají. Květy mívají tři eliptické až kopistově, světle zelené okvětní lístky 1 až 2 mm velké. Samčí květy mají tři krátké tyčinky s prašníky a samičí semeník se třemi bliznami. Květy jsou větrosnubné, nemají nektar a hmyz je nenavštěvuje. Ploidie druhu je 2n = 34.
Plod je široce vejčitá, nepukavá, mírně svraštělá tobolka asi 3 mm velká. Obsahuje tmavá, hladká, čočkovitá, asi 1 mm semena, kterých rostlina vyprodukuje veliké množství. Tobolky i semena plavou a bývají často do okolí rozptylována vodou. Průchod zažívacím traktem dobytka nebo pobyt v hnojí nesnižuje jejich klíčivost.

## Rozmnožování
Rozmnožuje se semeny s různě dlouhou dobou dormance, která někdy trvá i 12 měsíců. Semena však zhruba po 2,5 létech v půdě ztrácejí klíčivost a na suchu většinou již po roce. Optimální teplota pro vzklíčení je okolo 30 °C; klíčení je epigeické, při kterém hypokotyl vynáší semeno s děložními lístky nad povrch půdy.

## Význam
Laskavec hrubozel je používán jako zelenina v zemích Afriky, Střední a Severní Ameriky, v Indii, Číně, Vietnamu, Tichomoří i v Evropě na jihu Balkánu. Při porovnání se špenátem má v listech obdobné množství dusičnanů, více vlákniny, proteinů, větší obsah vitamínů C i B a hodně minerálních látek (Ca, Fe, K, Mg, P, S, Al, Zn, Cu). Nálev z listů se v tradičním léčitelství používal k léčení ran v ústech, nemoci krku a proti průjmu a úplavici.
Byly vyšlechtěny dvě základní formy, s červenými nebo zelenými listy. Červená se většinou pěstuje pro červenofialové pigmenty, stejné jako má červená řepa, které se používají jako potravinářské barvivo.
Tato rostlina se v teplých a vlhkých oblastech projevuje jako rychle se šířící plevel, je však citlivá i na běžné herbicidy a lze ji snadno z polí vymýtit.

## Galerie

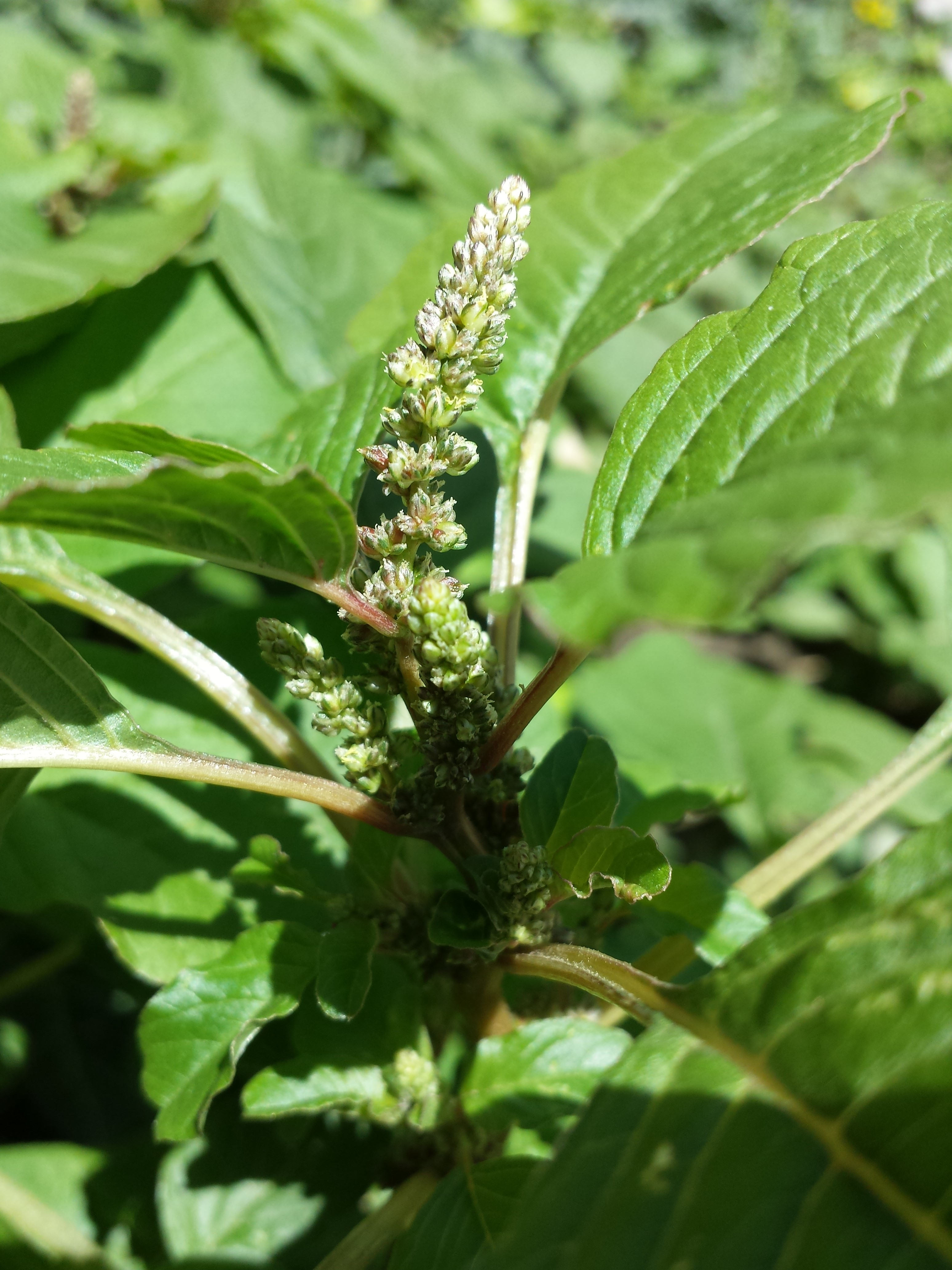
Vrcholové květenství
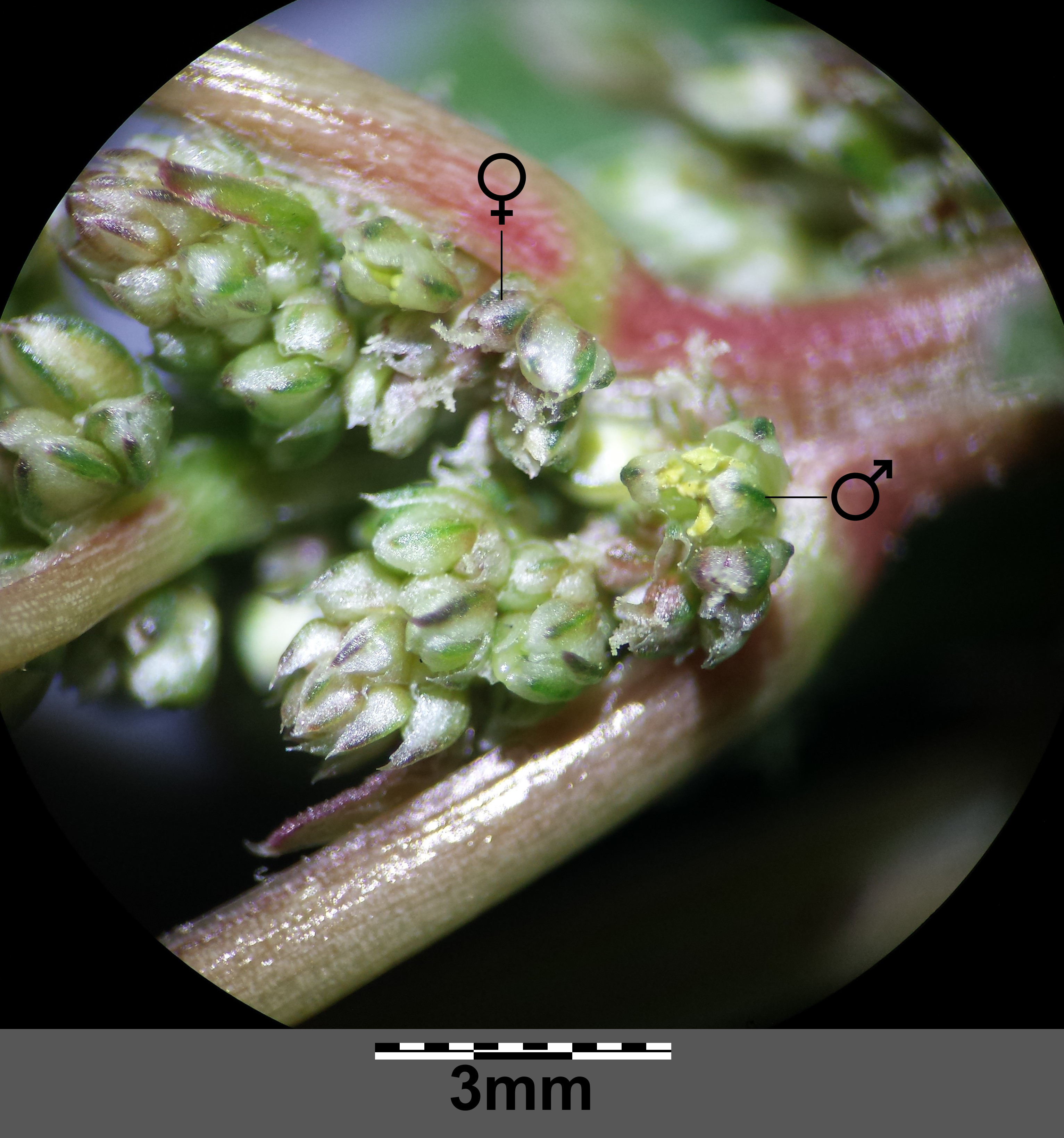
Úžlabní květenství
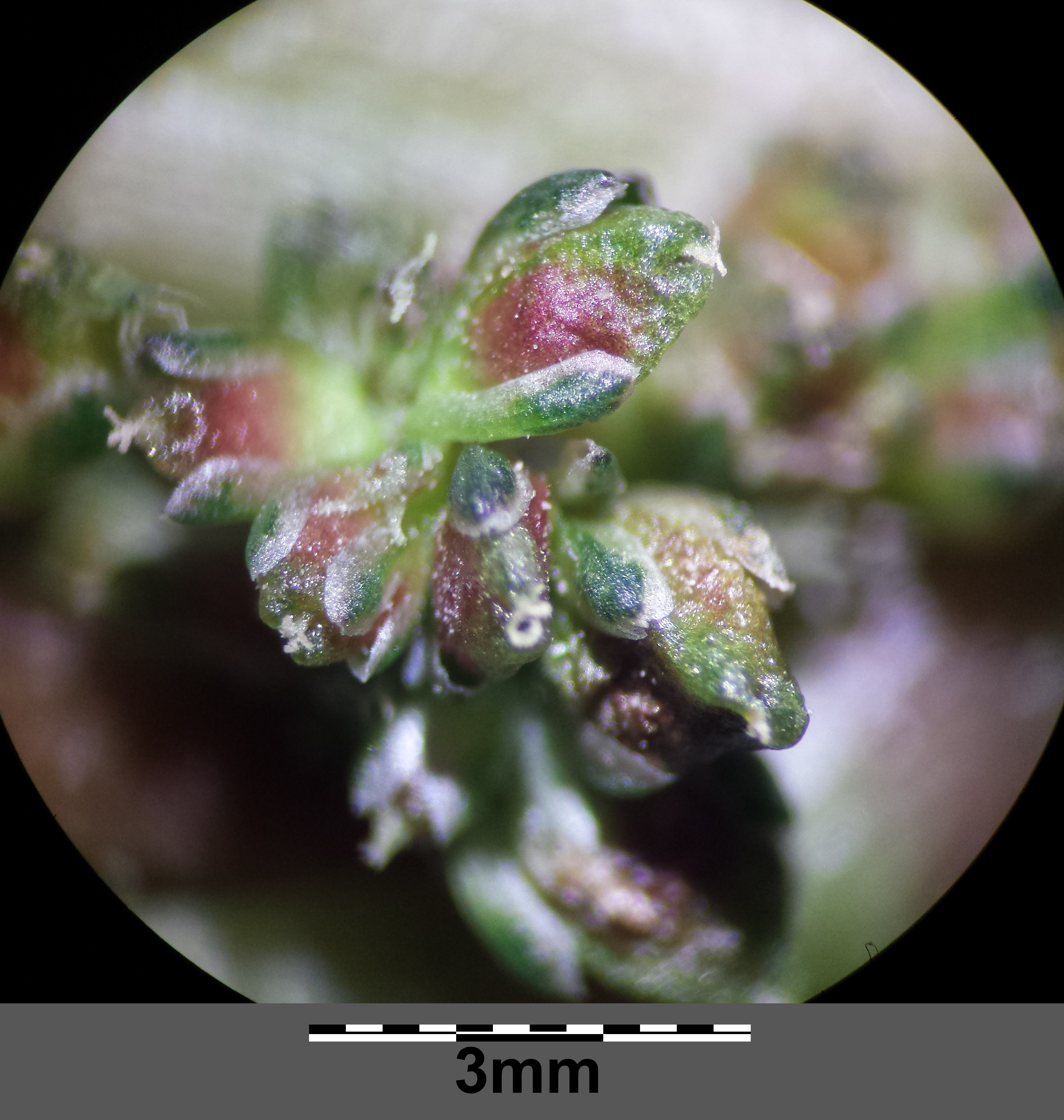
Zrající plody
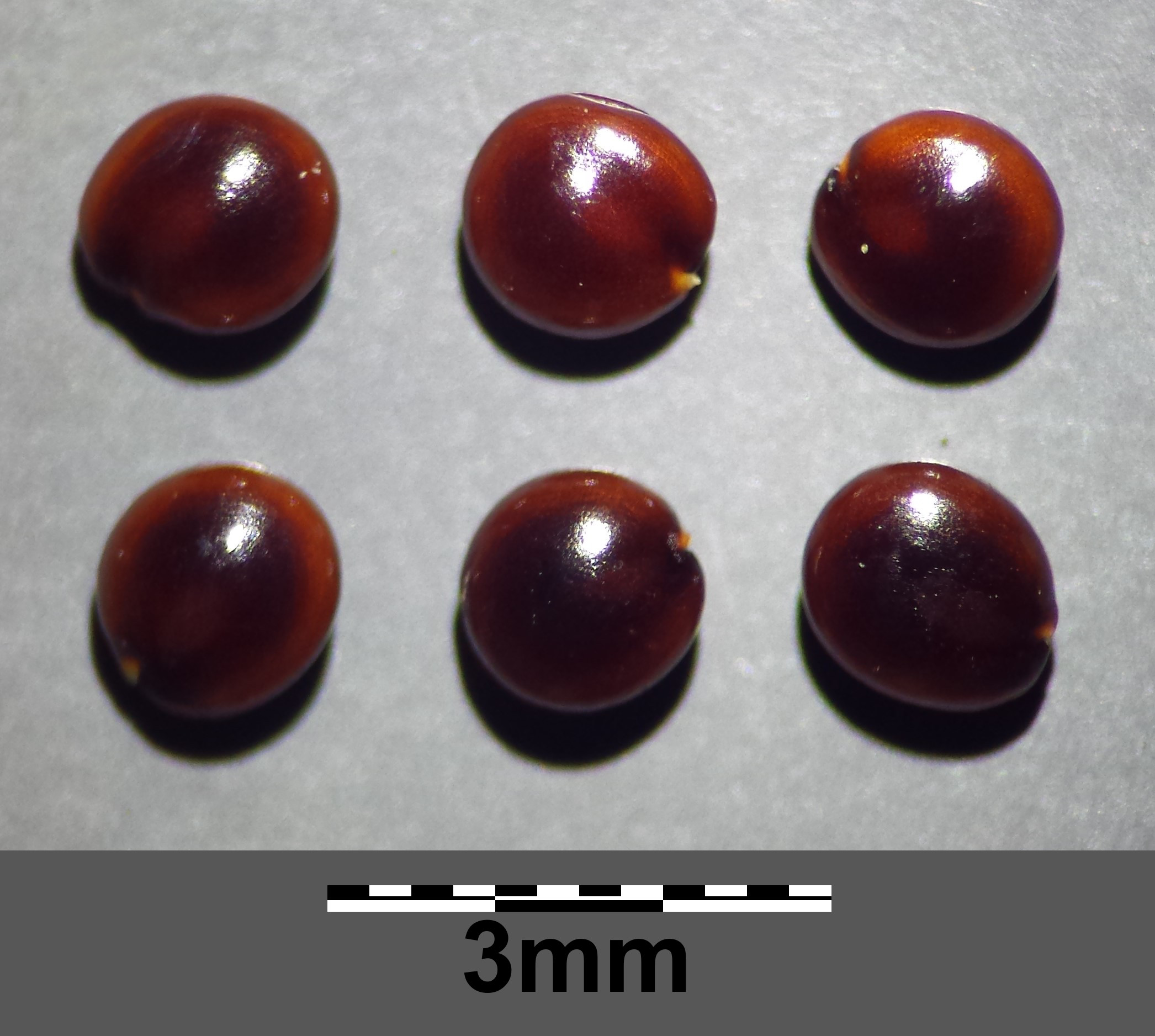
Semena